# 울산광역시의 성 목록
다음은 울산광역시에 있는 성들의 목록이다.
| 명칭                                      | 소재지                                                    | 분류      | 둘레      | 축성         | 비고                                                      |
| 개운포성지 (開雲浦城址)                   | 울산광역시 남구 성암동 81번지 일원                        | 성곽      | 21,899m2  | 조선         | 울산광역시의 기념물 제6호                                 |
| 계변성 (戒邊城)                           | 울산광역시 중구 반구동                                    | 성곽      |           | 신라         |                                                           |
| 관문성 (關門城)                           | 울산광역시 북구 달천동, 중산동, 천곡동 및 범서면 (모화리) | 성곽 산성 | 991,774m2 | 통일신라     | 사적 제48호                                               |
| 구영리 범서산성 (九英里凡西山城)          | 울산광역시 울주군 범서읍 구영리 산 201-1                  | 산성      |           | 조선         |                                                           |
| 남목마성 (南牧馬城)                       | 울산광역시 동구 동부동 산197-1번지 외 14필지              | 성곽      |           | 조선         | 울산광역시의 기념물 제18호                                |
| 다개리산성 (茶開里山城)                   | 울산광역시 울주군 언양읍 다개리 산143                     | 산성      | 1,500m2   | 불명         |                                                           |
| 단조산성 (端照山城)                       | 울산광역시 울주군 삼남면 방기리                           | 산성      |           | 신라         |                                                           |
| 문수산성지 (文殊山城址)                   | 울산광역시 울주군 범서읍 천상리 산153번지 일원            | 산성      | 800m2     | 조선         | 울산광역시의 기념물 제34호                                |
| 반구동토성 (蔚山伴鷗洞土城)               | 울산광역시 중구 반구동 290-2                              | 성곽      |           | 통일신라     |                                                           |
| 방어진산성 (方魚津山城)                   | 울산광역시 동구 전하동 산148                              | 산성      | 100m2     | 조선         | 울산 동구의 향토문화재 제11호                             |
| 비옥산성 (飛玉山城)                       | 울산광역시 울주군 온산읍 덕신리 산294                     | 산성      | 500m2     | 신라         | 울산광역시의 문화재자료 제15호                            |
| 서생포 만호진성 (西生浦 萬戶鎭城)         | 울산광역시 울주군 서생면 화정리 산68번지 일원             | 성곽      |           | 조선         | 울산광역시의 기념물 제35호                                |
| 서생포왜성 (西生浦倭城)                   | 울산광역시 울주군 서생면 서생리 711번지 일원              | 일본성    | 151,934m2 | 조선(1593년) | 울산광역시의 문화재자료 제8호 (임진왜란 당시 일본이 축성) |
| 숙마산성 (熟麻山城)                       | 울산광역시 울주군 서생면 화정리 산88                      | 산성      | 1,400m2   | 조선시대     |                                                           |
| 언양천전리성 (彦陽川前里城)               | 울산광역시 울주군 상북면 명촌리 산72-1번지 외 2필지       | 산성      |           | 조선         | 울산광역시의 기념물 제19호                                |
| 운화리성지 (雲化里城址)                   | 울산광역시 울주군 온양읍 운화리 산159번지 일원            | 산성      | 1,000m2   | 조선         | 울산광역시의 문화재자료 제14호                            |
| 울산 경상좌도병영성 (蔚山 慶尙左道兵營城) | 울산광역시 중구 서동 149-8번지 외                         | 성곽      | 19,796m2  | 조선         | 사적 제320호                                              |
| 울산왜성 (蔚山倭城)                       | 울산광역시 중구 학성공원3길 54, 일원 (학성동)             | 일본성    | 59,678m2  | 조선         | 울산광역시의 문화재자료 제7호 (정유재란 당시 일본이 축성) |
| 울산읍성 (蔚山邑城)                       | 울산광역시 중구 북정동, 교동, 성남동, 옥교동 일원         | 읍성      | 1,700m2   | 조선         | 미정                                                      |
| 울주 언양읍성 (蔚州 彦陽邑城)             | 울산광역시 울주군 성안2길 55-8 (언양읍)                   | 읍성      | 67,986m2  | 조선         | 사적 제153호                                              |
| 유포석보 (柳浦石堡)                       | 울산광역시 북구 동해안로 1455-6 (정자동)                  | 성곽      | 755m2     | 조선         | 울산광역시의 기념물 제17호                                |
| 이천리 단조산성 (梨川里丹鳥山城)          | 울산광역시 울주군 상북면 이천리 산2                       | 산성      |           | 조선         |                                                           |
| 중산동고성                                | 울산광역시 북구 중산동 산8                                | 성곽      |           | 삼한 ~ 신라  |                                                           |
| 중산동 기박산성 (中山洞旗朴山城)          | 울산광역시 북구 중산동 산11 (북구 양남면 신대리)          | 산성      | 124,117m2 | 조선         |                                                           |
| 효문산성 (孝門山城)                       | 울산광역시 북구 효문동 989                                | 산성      |           | 삼국 시대    |                                                           |

## 같이 보기
- 부산광역시의 성 목록
- 경상남도의 성 목록